# Kočevje

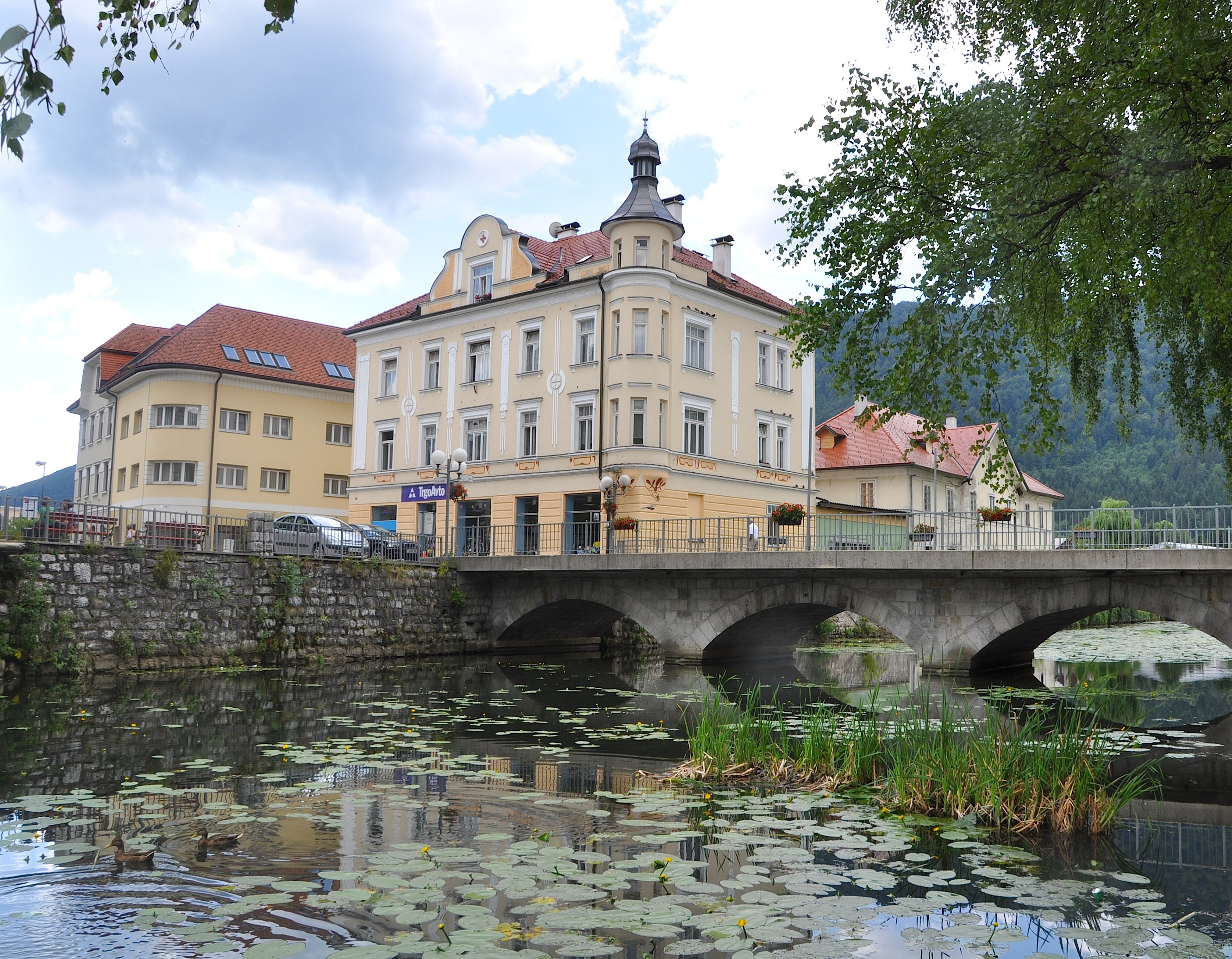
Die Rinse in Kočevje

Die Stadt Kočevje, deutsch Gottschee (gottscheerisch: Göttscheab oder Gətscheab, italienisch Cocevie), ist eine slowenische Kleinstadt in der historischen Landschaft Unterkrain, statistische Region Südost-Slowenien. Sie ist Hauptort der Gemeinde Kočevje. Kočevje liegt am Fluss Rinse (Rinža) inmitten des Karstfeldes Kočevje Polje (Kočevsko polje). Das Gottscheer Land war eine bis zum Jahr 1941 bestehende deutsche Sprachinsel innerhalb des geschlossenen slowenischen Sprachgebiets.

## Geschichte

### 14. bis 19. Jahrhundert
Gottschee entstand in den ersten drei Jahrzehnten des 14. Jahrhunderts, als das Haus Ortenburg (eine Grafschaft in Oberkärnten) in diesem Gebiet deutsche Kolonisten ansiedelte, die vor allem aus Tirol und Kärnten stammten. Sie rodeten zur damaligen Zeit den Urwald im Gebiet des Hornwalds (Kočevski Rog). 1377 wurde der Ort noch als Dorf mit Marktrechten erwähnt. Im 15. und 16. Jahrhundert mehrten sich Überfälle und Plünderungen durch die Türken. Nach Brandschatzung durch die Türken im Jahre 1461 wurde Gottschee wieder aufgebaut und erhielt 1471 Stadtrechte. Zum Schutz der Stadt wurde in dieser Zeit eine Stadtmauer errichtet, die allerdings im 18. Jahrhundert wieder abgebrochen wurde, damit die Stadt sich ausbreiten konnte.
Unter den ältesten und angesehensten Bürgerfamilien Gottschees zählten die: Erber (spätere Freiherren von Erberg), Peer (adelig seit 1599), Tschinkel, Plassmann (adelig seit 1630), Schletterer, Schikowitz/Sukowitz (adelig seit 1712), Jager, Ramor, Verderber, Erker, Egger, Khern, Loy, Walisch, Hütter, Rankhel etc., die alle schon vor dem Jahre 1574 dem Gottscheer Bürgertum angehörten.
Auf Grund der schweren Verwüstungen durch die Türken gewährte 1492 Kaiser Friedrich III. von Habsburg den Bewohnern Gottschees wie auch den Reifnitzern das Hausiererpatent zum Handel mit häuslichen Erzeugnissen, Vieh und Feldfrüchten. 1515 erschlugen Gottscheer Bauern den Baron Thurn und seinen Pfleger Stersen, so dass Gottschee Brennpunkt des Windischen Bauernkriegs wurde, der nur mit Mühe niedergeschlagen wurde. Ein späterer Versuch der Gottscheer Bauern, die Besitzungen durch Kauf zu übernehmen, scheiterte.
1618 erwarb Baron Johann Jakob Khisl Gottschee, das vier Jahre später Grafensitz wurde. 1641 übernahmen die Auersperger von seinem Adoptivsohn aus dem Geschlecht der Zwickel die Grafschaft und errichteten in der Folge in der Stadt ein mächtiges Schloss. 1791 erhielten die Auersperger den Titel Herzog von Gottschee.
1872 wurde in der Stadt das deutschsprachige Gymnasium Gottschee eröffnet.
Im Jahre 1893 wurde Gottschee an das Schienennetz angeschlossen. Dies machte es möglich, die im Gebiet vorkommende Braunkohle abzubauen. Im nahe gelegenen Hornwald wurde ein Sägewerk errichtet, das über eine normalspurige Kleinbahn (Hornwaldbahn) Bahnanschluss nach Straža auf der Gottschee gegenüberliegenden Seite des Höhenzugs erhielt. Im Braunkohletagebau und im Hornwalder Sägewerk arbeiteten zahlreiche Zuwanderer slowenischer Muttersprache.
Im Jahr 1900 hatte die Stadt Gottschee 2.421 Einwohner. Davon waren 2.025 deutsch- (84 %) und 255 slowenischsprachig (11 %).

## Sehenswürdigkeiten

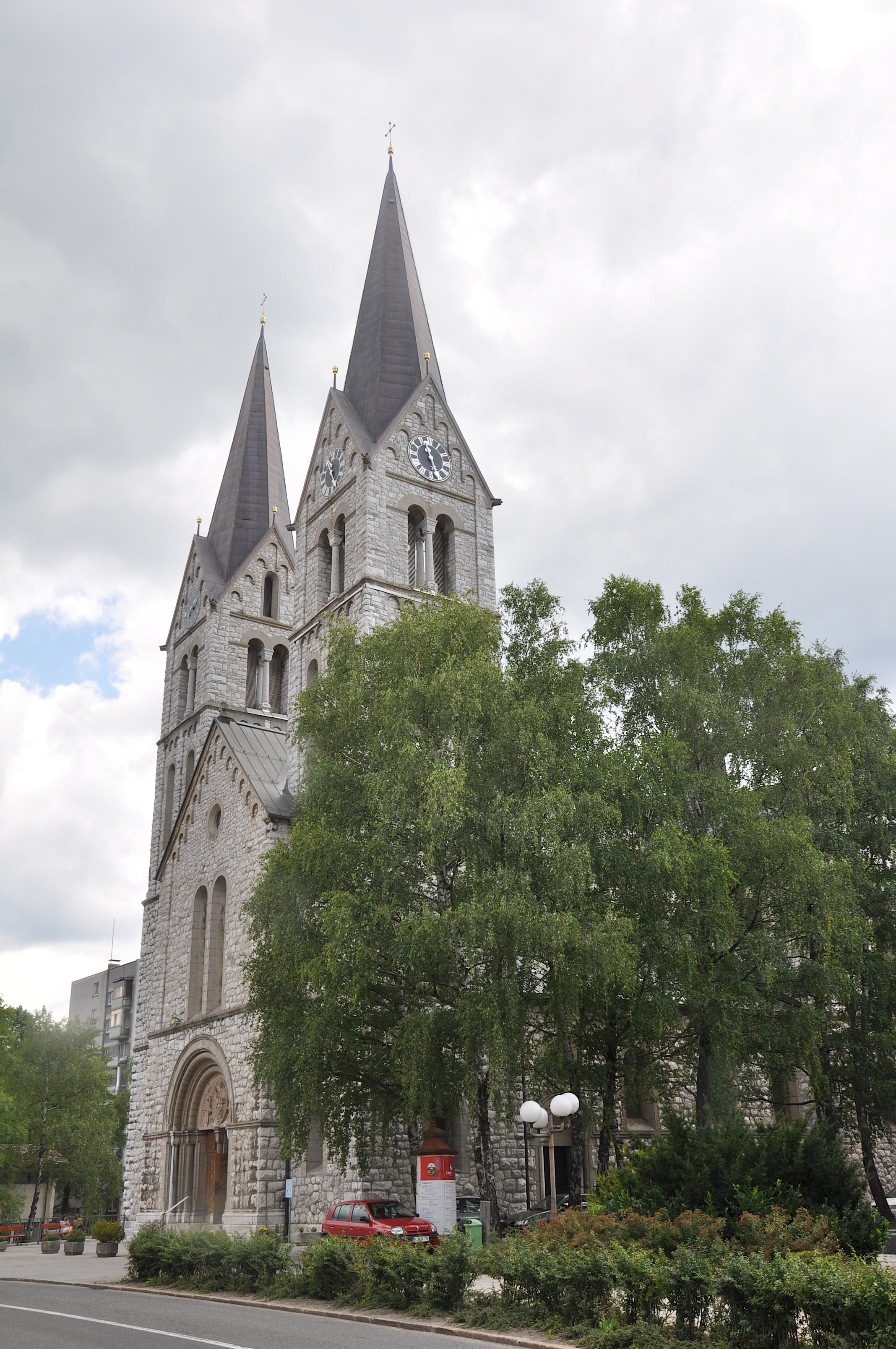
Bartholomäuskirche

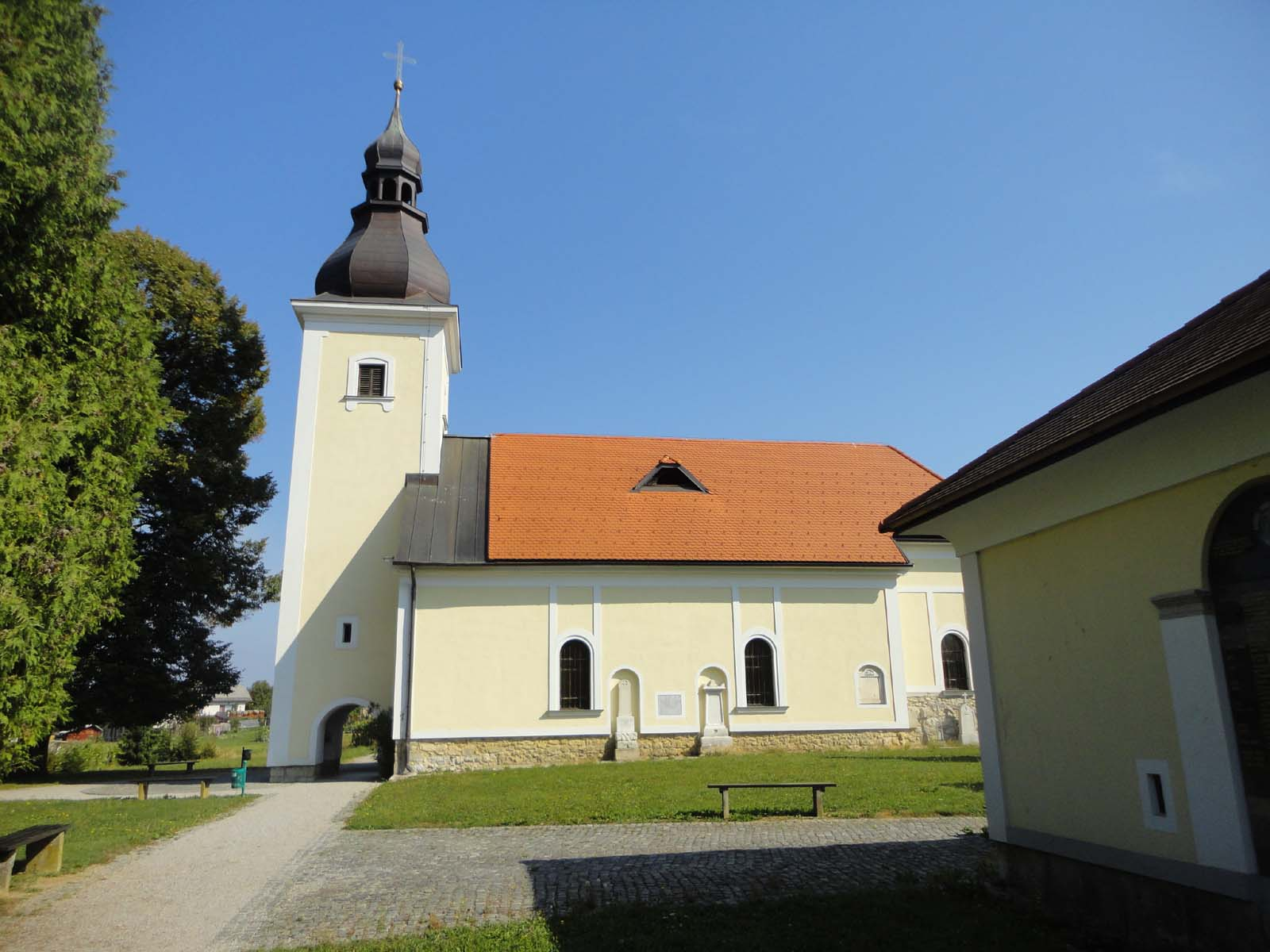
Kirche Corpus Christi (Fronleichnamskirche), Trata, Stadt Gottschee

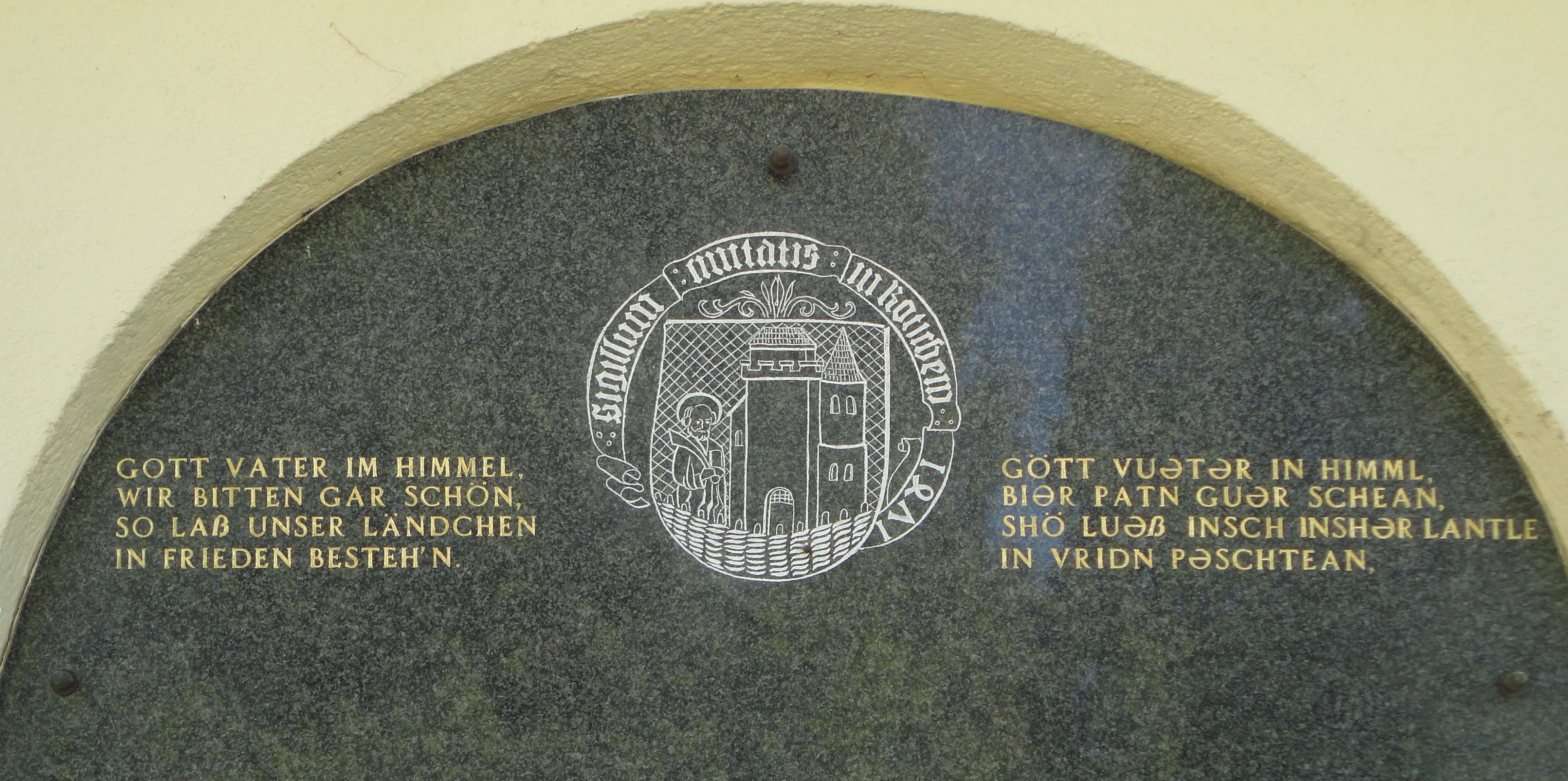
Aufschrift auf Gottscheerisch an der Kapelle des Heiligen Grabes bei der Fronleichnamskirche Trata

- An der Rinse (auch Rinnse, slowenisch Rinža) am Rande der Gottscheer Altstadt befindet sich die neoromanische Stadtpfarrkirche St. Bartholomäus, die zwischen 1901 und 1903 nach den Plänen von Friedrich von Schmidt aus Steinen gebaut wurde und einer der größten Kirchenbauten Sloweniens ist.
- Im Ortsteil Trata steht die Kirche Corpus Christi (Fronleichnamskirche) aus dem 17. Jahrhundert. Hier wurden 1989 in Erinnerung an die Geschichte der Gottscheer Steintafeln in slowenischer und deutscher Sprache sowie mit einer Inschrift in Gottscheer Dialekt angebracht.
- Das Stadtzentrum der Stadt Gottschee wurde einst vom Stadtschloss der Auersperger dominiert. Das Schloss wurde ebenso wie die Altstadt im Zweiten Weltkrieg zerstört und seine Ruine nach dem Kriegsende abgetragen. Heute stehen an seiner Stelle moderne Gebäude, darunter ein Kaufhaus und ein Partisanendenkmal.
- In der Nähe der Stadt befinden sich auf dem Friedrichsteiner Wald (970 m Meereshöhe) Überreste der Burg Friedrichstein (Grad Fridrihštajn), die der Cillier Graf Friedrich II. von Cilli seiner Geliebten Veronika von Desinze bauen ließ.
- Seit 1978 gibt es den Gottscheer See (Kočevsko jezero auch Rudniško jezero genannt) auf dem Gelände des stillgelegten Braunkohletagebau Kočevsko.[4]

Regionalmuseum Šeškov dom
- Das Regionalmuseum (Pokrajinski muzej Kočevje) befindet sich im Šeškov dom, welches 1936 als Haus der Turnerbewegung Sokol (Sokolski dom) gebaut wurde. Hier fand vom 1. bis zum 4. Oktober 1943 die Versammlung der Delegierten der slowenischen Nation (zbor odposlancev slovenskega naroda) statt. Das im Zweiten Weltkrieg schwer beschädigte Gebäude wurde 1946–1947 restauriert. Damals wurde Sokolski dom in Erinnerung an den während der italienischen Besetzung ermordeten Jože Šešek umbenannt. Heute zeigt das Museum als Dauerausstellung unter anderem Werke von Božidar Jakac, darunter 34 Zeichnungen von der Versammlung der Delegierten der slowenischen Nation, sowie die Geschichte der deutschsprachigen Gottscheer.[5][6]